# Ortografía del islandés
La ortografía del islandés, proviene del nórdico antiguo, ya que con las expediciones de Erik el Rojo se descubrió y pobló Groenlandia, Islandia y pequeñas colonias en Canadá. 
El islandés es uno de los idiomas europeos que casi no ha cambiado en su dialecto y sobre todo en su escritura, ya que proviene del nórdico, que a su vez proviene del germano o familia de lenguas de origen germano.
Además, aún conservan letras de su alfabeto muy antiguas como la ð, æ, þ, y hasta la ö.

## Alfabeto
El alfabeto islandés es un alfabeto basado en el alfabeto latino que incluye algunas letras duplicadas con acentos agudos; además, incluye la letra eth (Ðð), transliterada como d, y la letra rúnica thorn (Þþ), transliterada como th; la Æ la Öö son consideradas letras por derecho propio y no una ligadura o versión diacrítica de sus respectivas letras. Los islandeses llaman a las diez letras adicionales que no se encuentran en el alfabeto inglés (especialmente a thorn y a eth) como séríslenskur, "específicamente islandesas" o "únicamente islandesas", aunque en realidad no lo son. Eth también es utilizada en el feroés, y aunque thorn ya no se usa en ningún otro idioma vivo, se utilizó en muchos idiomas históricos, incluido el inglés antiguo. Las palabras islandesas nunca comienzan con una ð, lo que significa que la versión mayúscula Ð se usa principalmente cuando las palabras se escriben todas en mayúscula.
A veces, los glifos son simplificados cuando se escriben a mano, por ejemplo æ (considerada una letra separada ahora, pero originalmente una ligadura) puede escribirse como ae, lo que puede facilitar la escritura en cursiva.
El alfabeto consta de las siguientes 32 letras.
| Mayúsculas | Mayúsculas | Mayúsculas | Mayúsculas | Mayúsculas | Mayúsculas | Mayúsculas | Mayúsculas | Mayúsculas | Mayúsculas | Mayúsculas | Mayúsculas | Mayúsculas | Mayúsculas | Mayúsculas | Mayúsculas | Mayúsculas | Mayúsculas | Mayúsculas | Mayúsculas | Mayúsculas | Mayúsculas | Mayúsculas | Mayúsculas | Mayúsculas | Mayúsculas | Mayúsculas | Mayúsculas | Mayúsculas | Mayúsculas | Mayúsculas | Mayúsculas |
| ---------- | ---------- | ---------- | ---------- | ---------- | ---------- | ---------- | ---------- | ---------- | ---------- | ---------- | ---------- | ---------- | ---------- | ---------- | ---------- | ---------- | ---------- | ---------- | ---------- | ---------- | ---------- | ---------- | ---------- | ---------- | ---------- | ---------- | ---------- | ---------- | ---------- | ---------- | ---------- |
| A          | Á          | B          | D          | Ð          | E          | É          | F          | G          | H          | I          | Í          | J          | K          | L          | M          | N          | O          | Ó          | P          | R          | S          | T          | U          | Ú          | V          | X          | Y          | Ý          | Þ          | Æ          | Ö          |
| Minúsculas |            |            |            |            |            |            |            |            |            |            |            |            |            |            |            |            |            |            |            |            |            |            |            |            |            |            |            |            |            |            |            |
| a          | á          | b          | d          | ð          | e          | é          | f          | g          | h          | i          | í          | j          | k          | l          | m          | n          | o          | ó          | p          | r          | s          | t          | u          | ú          | v          | x          | y          | ý          | þ          | æ          | ö          |

| Letra | Nombre    | AFI           | Frecuencia |
| ----- | --------- | ------------- | ---------- |
| Aa    | a         | /aː/          | 10.11%     |
| Áá    | á         | /auː/         | 1.8%       |
| Bb    | bé        | /pjɛː/        | 1.04%      |
| Dd    | dé        | /tjɛː/        | 1.58%      |
| Ðð    | eð        | /ɛːθ/         | 4.39%      |
| Ee    | e         | /ɛː/          | 6.42%      |
| Éé    | é         | /jɛː/         | 0.65%      |
| Ff    | eff       | /ɛfː/         | 3.01%      |
| Gg    | ge        | /cɛː/         | 4.24%      |
| Hh    | há        | /hauː/        | 1.87%      |
| Ii    | i         | /ɪː/          | 7.58%      |
| Íí    | í         | /iː/          | 1.57%      |
| Jj    | joð       | /jɔːθ/        | 1.14%      |
| Kk    | ká        | /kʰauː/       | 3.31%      |
| Ll    | ell       | /ɛtːl̥/        | 4.53%      |
| Mm    | emm       | /ɛmː/         | 4.04%      |
| Nn    | enn       | /ɛnː/         | 7.71%      |
| Oo    | o         | /ɔː/          | 2.17%      |
| Óó    | ó         | /ou/          | 0.99%      |
| Pp    | pé        | /pʰjɛː/       | 0.79%      |
| Rr    | err       | /ɛr̥ː/         | 8.58%      |
| Ss    | ess       | /ɛsː/         | 5.63%      |
| Tt    | té        | /tʰjɛː/       | 4.95%      |
| Uu    | u         | /ʏː/          | 4.56%      |
| Úú    | ú         | /uː/          | 0.61%      |
| Vv    | vaff      | /vafː/        | 2.44%      |
| Xx    | ex        | /ɛxs/         | 0.05%      |
| Yy    | ufsilon y | /ˈʏfsɪlɔn ɪː/ | 0.9%       |
| Ýý    | ufsilon ý | /ˈʏfsɪlɔn iː/ | 0.23%      |
| Þþ    | þorn      | /θɔrtn̥/       | 1.45%      |
| Ææ    | æ         | /ai/          | 0.87%      |
| Öö    | ö         | /œː/          | 0.78%      |

Letra eliminada
| Letra | Nombre | AFI      |
| ----- | ------ | -------- |
| Zz    | seta   | /ˈsɛːta/ |

Las letras a, á, e, é, i, í, o, ó, u, ú, y, ý, æ y ö se consideran vocales y el resto consonantes.
Las letras C (sé, /sjɛː/), Q (kú, /kʰuː/) y W (tvöfalt vaff, /ˈtʰvœːfal̥t ˌvafː/) solo son utilizadas en palabras islandesas de origen extranjero y en algunos nombres propios también de origen extranjero. De lo contrario, c, qu, y w son remplazadas por k/s/ts, hv y v, respectivamente. (De hecho, hv etimológicamente corresponde a qu del Latín y a wh del inglés en palabras heredadas del protoindoeuropeo: hvað en islandés, quod en latín, what en inglés.)

Señal de tránsito en Islandia que indica el centro de una ciudad.

La letra Z (seta, /ˈsɛːta/) fue utilizada hasta 1973, año en el que fue abolida, ya que su función solo era de detalle etimológico. Originalmente representaba a una t͡s africada, la cual surgió de las combinaciones t+s, d+s, ð+s; sin embargo, en el islandés moderno llegó a ser pronunciada como /s/, y como de todos modos era una letra rara, se decidió en 1973 reemplazar todas las z por s. Sin embargo, uno de los periódicos más importantes en Islandia, Morgunblaðið, todavía la utiliza a veces (aunque muy raramente), y una escuela secundaria, el Colegio Comercial de Islandia la tiene en su nombre. También puede encontrarse en algunos nombres propios y en préstamos lingüísticos como pizza. Las personas mayores que fueron educadas antes de la abolición de la z también la usan a veces.
Si bien las letras C, Q, W y Z se encuentran en el teclado islandés, rara vez son utilizadas en islandés; son utilizadas para escribir algunos nombres propios de islandeses, principalmente apellidos (los apellidos son la excepción en Islandia). La letra C se utiliza en las señales de tránsito (para indicar el centro de la ciudad) según la regulación europea y cm se utiliza para el centímetro según el Sistema Internacional de Unidades (aunque puede escribirse como sentimetri). Muchos creen que estas letras deberían incluirse en el alfabeto, ya que su propósito es el de una herramienta para cotejar. El alfabeto que se enseñaba en las escuelas hasta aproximadamente 1980 tiene estas 36 letras (y las computadoras aún ordenan de esta manera): a, á, b, c, d, ð, e, é, f, g, h, i, í, j, k, l, m, n, o, ó, p, q, r, s, t, u, ú, v, w, x, y, ý, z, þ, æ, ö.

### Historia
El alfabeto islandés moderno se ha desarrollado a partir de un estándar establecido en el siglo XIX, principalmente por el lingüista danés Rasmus Rask. Fundamentalmente, está basado en gran medida en un estándar ortográfico creado a principios del siglo XII por un documento denominado El primer tratado gramatical de autor desconocido. El estándar estaba destinado a la lengua nórdica común, el nórdico antiguo. Sin embargo, no tuvo mucha influencia en ese momento.
Las características más definitorias del alfabeto se establecieron en el antiguo tratado:
- Uso del acento agudo (originalmente para indicar la duración vocálica).
- Uso de þ, también utilizada en el alfabeto del inglés antiguo como la letra thorn.

El estándar posterior de Rasmus Rask fue básicamente una reconstrucción del antiguo tratado, con algunos cambios para ajustarse a las convenciones concurrentes del germánico septentrional, como el uso exclusivo de k en lugar de c. Varias características antiguas, como ð, en realidad no habían tenido mucho uso en los siglos posteriores, por lo que el estándar de Rask constituyó un cambio importante en la práctica.
Los cambios posteriores del siglo XX son: principalmente, la adopción de é, que anteriormente se escribía como je (reflejando la pronunciación moderna), y el reemplazo de z por s en 1973.